# 下塔韦拉
塔韦拉德亚瓦霍，是西班牙卡斯蒂利亚-莱昂萨拉曼卡省的一个市镇。 总面积64平方公里，总人口105人（2001年），人口密度2人/平方公里。